# ماي أندو
ماي أندو (باليابانية: 遠藤舞؛ بالكانا: えんどう まい) هي مؤدية صوت وعارضة وتارينتو ومغنية يابانية، ولدت في 31 يوليو 1988 في طوكيو في اليابان.

## وصلات خارجية
- الموقع الرسمي
- ماي أندو على موقع ميوزك برينز (الإنجليزية)